# Waverly City, Ohio
Waverly City là một thành phố thuộc quận Pike, tiểu bang Ohio, Hoa Kỳ. Năm 2010, dân số của thành phố này là 4408 người.

## Dân số
- Dân số năm 2000: 4433 người.
- Dân số năm 2010: 4408 người.